# Stečaj
Stečaj je postupak koji se može sprovesti kao bankrotstvo ili reorganizacija nad stečajnim dužnikom (pravnim licem) koji je nesposoban za plaćanje.
Kroz bankrotstvo se poverioci namiruju prodajom celokupne imovine stečajnog dužnika, a kroz reorganizaciju na način i pod uslovima predviđenim planom reorganizacije. Osnovni cilj bankrota/stečaja je zaštita ugovora, odnosno zaštita privatne svojine poverilaca. U ekonomskom smislu pretnja bankrotom je disciplinujuće sredstvo koje podstiče menadžment na što bolje vođenje firmi.

## Stečajni postupak
Stečajni postupak se pokreće predlogom poverioca ili stečajnog dužnika. Stečajni postupak traje nekad i duže od godinu dana, u okviru redovnog suda, a regulisan je Zakonom o stečaju Republike Srbije. Osnovna odlika stečajnog postupka je ravnopravnost svih poverilaca, s tim da država kod naplate ponekada zakonima obezbeđuje prednost svojim potraživanjima u odnosu na ostala. Po ovom zakonu, pojam stečaja obuhvata i bankrot (prodaju imovine dužnika) i reorganizaciju dužnika.
- Organi sprovođenja stečajnog postupka su: stečajni sudija i stečajni upravnik, skupština poverilaca i odbor poverilaca. Stečajni sudija donosi [rešenje o otvaranju stečajnog postupka], koji se objavljuje u “Službenom glasniku RS”, kao i na oglasnoj tabli suda, sa pozivom svim poveriocima da svoja potraživanja prijave u roku od 60 dana.
- Otvaranje stečajnog postupka se upisuje u sudski registar.

## Stečajni sudija
1) odlučuje o pokretanju prethodnog stečajnog postupka;
2) utvrđuje postojanje stečajnog razloga i odlučuje o otvaranju stečajnog postupka;
3) imenuje i razrešava stečajnog upravnika;
4) odobrava troškove stečajnog postupka i obaveze stečajne mase pre njihove isplate;
5) određuje iznos preliminarne i konačne naknade troškova i nagrade stečajnog upravnika;
6) odlučuje o primedbama na radnje stečajnog upravnika;
7) razmatra predlog plana reorganizacije i održava ročište za razmatranje predloga plana reorganizacije ili odbacuje predlog plana reorganizacije;
8) potvrđuje usvajanje plana reorganizacije ili konstatuje da plan reorganizacije nije usvojen;
9) donosi rešenje o glavnoj deobi stečajne mase;
10) donosi druge odluke i preduzima druge radnje određene zakonom.

## Stečajni upravnik
Stečajni upravnik obavlja svoje poslove samostalno i s pažnjom dobrog stručnjaka, u skladu sa ovim zakonom, nacionalnim standardima za upravljanje stečajnom masom i kodeksom etike.
Stečajni upravnik, u vršenju svojih poslova, može da angažuje stručna strana ili domaća pravna ili fizička lica, uz saglasnost stečajnog sudije. Nad radom angažovanih lica nadzor vrši stečajni upravnik.
Stečajni upravnik je dužan da u vršenju svojih poslova pruža uvid u svoj rad ovlašćenoj organizaciji, te da obezbeđuje neophodne podatke i dokumentaciju, kao i da sarađuje u postupku vršenja nadzora nad njegovim radom, osim u slučaju kada je za stečajnog upravnika imenovana organizacija koja je posebnim zakonom određena da vrši poslove stečajnog upravnika.
Stečajni upravnik može po potrebi da konsultuje odbor poverilaca ili stečajnog sudiju o pitanjima vezanim za stečajni postupak.

## Skupština poverilaca
Skupština poverilaca formira se najkasnije na prvom poverilačkom ročištu.
Skupštinu poverilaca čine svi stečajni poverioci, nezavisno od toga da li su do dana održavanja skupštine podneli prijavu potraživanja.
Skupština poverilaca:
1) donosi odluku o bankrotstvu stečajnog dužnika u skladu sa članom 36.stav 4. ovog zakona;
2) bira i opoziva predsednika skupštine poverilaca i odbor poverilaca;
3) razmatra izveštaje stečajnog upravnika o toku stečajnog postupka i o stanju stečajne mase;
4) razmatra izveštaje odbora poverilaca;
5) vrši druge poslove određene ovim zakonom.

## Odbor poverilaca
Odbor poverilaca:
1) daje mišljenje stečajnom upravniku o načinu unovčenja imovine, ukoliko se prodaja ne vrši javnim nadmetanjem, i daje saglasnost u vezi sa radnjama od izuzetnog značaja, u skladu sa zakonom;
2) daje mišljenje o nastavljanju započetih poslova stečajnog dužnika;
3) razmatra izveštaje stečajnog upravnika o toku stečajnog postupka i o stanju stečajne mase;
4) daje saglasnost na završni račun stečajnog dužnika;
5) pregleda i o svom trošku pribavlja fotokopije iz celokupne dokumentacije;
6) izveštava skupštinu poverilaca o svom radu na zahtev skupštine poverilaca;
7) vrši i druge poslove propisane zakonom.

## Stečajna masa
Stečajnu masu za podelu stečajnim poveriocima čine: 
- novčana sredstva stečajnog dužnika na dan pokretanja stečajnog postupka,
- novčana sredstva dobijena nastavljanjem započetih poslova i
- novčana sredstva ostvarena unovčenjem stvari i prava stečajnog dužnika, kao i
- potraživanja stečajnog dužnika naplaćena u toku stečajnog postupka.

## Stečajni poverioci
[Stečajni poverioci] su svrstani u isplatne redove, tako da se poverioci nižeg isplatnog reda namiruju tek pošto se namire poverioci višeg isplatnog reda. Poverioci istog isplatnog reda namiruju se srazmerno visini njihovih potraživanja. Zakonom su utvrđeni sledeći isplatni redovi:
- prvi isplatni red: troškovi stečajnog postupka;
- drugi isplatni red: neisplaćene neto zarade zaposlenih kod stečajnog dužnika u iznosu minimalnih zarada za poslednjih godinu dana pre pokretanja stečajnog postupka i neisplaćeni doprinosi za penzijsko i invalidsko osiguranje zaposlenih za poslednje dve godine pre pokretanja stečajnog postupka;
- treći isplatni red: potraživanja po osnovu svih javnih prihoda dospelih u poslednja tri meseca pre pokretanja stečajnog postupka, osim doprinosa za penzijsko i invalidsko osiguranje zaposlenih (koji su svrstani u drugi isplatni red);
- četvrti isplatni red: potraživanja ostalih poverilaca.